# 김해김씨 열녀문
김해김씨 열녀문(金海金氏 烈女門)은 세종특별자치시에 있는 열녀문이다. 2014년 9월 30일 세종특별자치시의 향토문화유산 제29호로 지정되었다.

## 개요
김해김씨 열녀문(金海金氏 烈女門)은 조선시대 열녀 김해김씨(金海金氏)의 열행(烈行)을 세상에 널리 알려 칭찬하고 기억하기 위해 후손들이 세운 정문(旌門)이다.
김해김씨는 충청남도 연기군 금남면 반곡리(현재 세종특별자치시 반곡동)에 살던 여양진씨(驪陽陳氏) 집안의 진회현(陳會顯)과 일제강점기인 1917년 16세에 혼인하였다. 어려운 살림이었지만 시부모를 모시고 살고 있던 중 3.1운동이 일어난 1919년 남편이 부강리에 열린 장에 나갔다가 장꾼들과 함께 독립만세를 외치게 되었다. 그 일로 일본경찰에게 쫓기던 진회현은 몸을 피하기 위해 강으로 뛰어 들었다가 죽고 말았다. 남편의 장례를 치르고 얼마 후 시부모까지 죽자 어린 자식을 키우기 위해 남의 집에 품팔이를 다니며 생활하였지만 자식을 훌륭히 키워냈다고 한다.
김해김씨의 열행을 감사히 여긴 후손들이 1955년 그녀와 남편의 묘가 있던 자리에 열녀문을 지었다가 도로와 경지정리 등의 이유로 1973년 자리를 옮기면서 정문을 만들고 1975년 열행비(烈行碑)를 세웠다가 현재는 해체되어 보관중이다. 1973년 내무부장관(內務部長官) 진헌식(陳憲植, 1902~1980)이 ‘貞烈之門(정열지문)’이라 쓴 현판이 있으며, 내부에는 김해김씨의 열행을 기록한 열행비(烈行碑)가 세워져 있다.